# Tetrorchidium robledoanum
Tetrorchidium robledoanum là một loài thực vật có hoa trong họ Đại kích. Loài này được Cuatrec. miêu tả khoa học đầu tiên năm 1957.